# 双态拟裸腹蚤
双态拟裸腹蚤（学名：Moinodaphnia macleayii）为裸腹蚤科拟裸腹蚤属的动物。分布于印度尼西亚、斯里兰卡、泰国、菲律宾、日本、巴西、美国路易斯安纳、刚果、乌干达、威尔士以及中国大陆的广东、湖北、上海等地，属于嗜暖性物种。其多栖息于浅小的湖泊、水库、池塘、沼泽、水坑以及闭塞的小河中。